# Mäster Fröjd
Mäster Fröjd: Dramatisk teckning är ett drama av Nanna Börjesson från 1869.
Mäster Fröjd var Börjessons andra dramatiska verk och det sista av de blott två verk som utgör hennes samlade produktion. Pjäsen hade urpremiär på Kungliga Dramatiska Teatern i Stockholm den 16 september 1869. Den har inte utgivits i bokform, men ett handskrivet manuskript finns bevarat och digitaliserat.

## Handling
Pjäsens budskap är att kärleken övervinner allt. Mäster Fröjds son Erik är förälskad i den uppblåsta kyrkvärdens dotter Margretha. För att bli henne värdig som make har Erik utbildat sig till korpral i stan. Han återvänder lycklig, vilket snart vänder när han får reda på att kyrkvärden under tiden Erik varit borta har bestämt att Margretha ska gifta sig med socknens mest förmögne bonde. I vredesmod drar Erik vapen och råkar av misstag slå sin far till golvet. Han grips och döms till två års fängelse.
Margretha älskar Erik och trotsar sin far genom att rymma från byn. Två år fortlöper och Erik har avtjänat sitt straff. Under tiden har hans mor dött av sorg och kyrkvärdens egendom har utplånats genom ett åskväder. Erik återförenas med sin Margretha och beslutar sig för att ta hand om sina brutna fäder och bygga upp en ny gård tillsammans.

## Rollfigurer
- Mäster Fröjd
- Mor Fröjd
- Erik, deras son
- Kyrkvärden
- Margretha, hans dotter
- Anna Katharina
- En dräng
- Två pigor
- Kokmor
- Bondfolk
- En klockare